# Coupe d'Allemagne de football 2010-2011
Navigation
Édition précédente Édition suivante
La coupe d'Allemagne de football 2010-2011 est la soixantième édition de l'histoire de la compétition. La finale a lieu à l'Olympiastadion de Berlin.
Le club de Schalke 04 remporte le trophée pour la cinquième fois de son histoire. Il bat en finale le MSV Duisbourg sur le score de 5 buts à 0.

## Premier tour
Les résultats du premier tour
| Date           | Domicile             | Extérieur                | Score                       |
| -------------- | -------------------- | ------------------------ | --------------------------- |
| 13 - 08 - 2010 | SV Wilhelmshaven     | Eintracht Francfort      | 0 - 4                       |
| 13 - 08 - 2010 | FC Ingolstadt        | Karlsruher SC            | 2 - 0                       |
| 13 - 08 - 2010 | VfB Lübeck           | MSV Duisbourg            | 0 - 2                       |
| 13 - 08 - 2010 | FSV Francfort        | SC Paderborn 07          | 2 - 0                       |
| 13 - 08 - 2010 | VfL Osnabrück        | 1. FC Kaiserslautern     | 2 - 3 (a.p.)                |
| 13 - 08 - 2010 | Jahn Regensburg      | Arminia Bielefeld        | 1 - 1 (a.p.) (t.a.b. 5 - 6) |
| 14 - 08 - 2010 | FK Pirmasens         | Bayer Leverkusen         | 1 - 11                      |
| 14 - 08 - 2010 | SV Wacker Burghausen | Borussia Dortmund        | 0 - 3                       |
| 14 - 08 - 2010 | SV Babelsberg 03     | VfB Stuttgart            | 1 - 2                       |
| 14 - 08 - 2010 | FC Oberneuland       | SC Fribourg              | 0 - 1                       |
| 14 - 08 - 2010 | SC Pfullendorf       | Hertha BSC Berlin        | 0 - 2                       |
| 14 - 08 - 2010 | Rot Weiss Ahlen      | Werder Brême             | 0 - 4                       |
| 14 - 08 - 2010 | SC Verl              | TSV 1860 Munich          | 1 - 2                       |
| 14 - 08 - 2010 | Hansa Rostock        | 1899 Hoffenheim          | 0 - 4                       |
| 14 - 08 - 2010 | Chemnitzer FC        | FC St. Pauli             | 1 - 0                       |
| 14 - 08 - 2010 | SV Sandhausen        | FC Augsbourg             | 4 - 4 (a.p.) (t.a.b. 1 - 3) |
| 14 - 08 - 2010 | SV 07 Elversberg     | Hanovre 96               | 0 - 0 (a.p.) (t.a.b. 5 - 4) |
| 14 - 08 - 2010 | Eintracht Brunswick  | SpVgg Greuther Fürth     | 1 - 2 (a.p.)                |
| 14 - 08 - 2010 | Erzgebirge Aue       | Borussia Mönchengladbach | 1 - 3                       |
| 15 - 08 - 2010 | Schwarz-Weiß Essen   | Aix-la-Chapelle          | 1 - 2                       |
| 15 - 08 - 2010 | TuS Koblenz          | Fortuna Düsseldorf       | 1 - 0                       |
| 15 - 08 - 2010 | SC Victoria Hamburg  | Rot-Weiß Oberhausen      | 1 - 0                       |
| 15 - 08 - 2010 | ZFC Meuselwitz       | 1. FC Cologne            | 0 - 2                       |
| 15 - 08 - 2010 | TuS Heeslingen       | Energie Cottbus          | 1 - 2                       |
| 15 - 08 - 2010 | Eintracht Trier      | 1. FC Nuremberg          | 0 - 2                       |
| 15 - 08 - 2010 | Berliner AK 07       | 1. FSV Mayence 05        | 1 - 2                       |
| 15 - 08 - 2010 | Hallescher FC        | 1. FC Union Berlin       | 1 - 0                       |
| 15 - 08 - 2010 | Torgelower SV Greif  | Hambourg SV              | 1 - 5                       |
| 15 - 08 - 2010 | Preußen Münster      | VfL Wolfsbourg           | 1 - 2                       |
| 15 - 08 - 2010 | Kickers Offenbach    | VfL Bochum               | 3 - 0                       |
| 16 - 08 - 2010 | Germania Windeck     | Bayern Munich            | 0 - 4                       |
| 16 - 08 - 2010 | VfR Aalen            | FC Schalke 04            | 1 - 2                       |

## Deuxième tour
Les résultats du deuxième tour
| Date           | Domicile                 | Extérieur         | score                        |
| -------------- | ------------------------ | ----------------- | ---------------------------- |
| 26 - 10 - 2010 | TuS Koblenz              | Hertha BSC Berlin | 2 - 1                        |
| 26 - 10 - 2010 | SC Victoria Hamburg      | VfL Wolfsbourg    | 1 - 3                        |
| 26 - 10 - 2010 | 1. FC Cologne            | TSV 1860 Munich   | 3 - 0                        |
| 26 - 10 - 2010 | SpVgg Greuther Fürth     | FC Augsbourg      | 2 - 4 (a.p.)                 |
| 26 - 10 - 2010 | Energie Cottbus          | SC Fribourg       | 2 - 1                        |
| 26 - 10 - 2010 | FSV Francfort            | FC Schalke 04     | 0 - 1                        |
| 26 - 10 - 2010 | Bayern Munich            | Werder Brême      | 2 - 1                        |
| 26 - 10 - 2010 | 1. FC Kaiserslautern     | Arminia Bielefeld | 3 - 0                        |
| 27 - 10 - 2010 | Hallescher FC            | MSV Duisbourg     | 0 - 3                        |
| 27 - 10 - 2010 | Eintracht Francfort      | Hambourg SV       | 5 - 2                        |
| 27 - 10 - 2010 | 1899 Hoffenheim          | FC Ingolstadt     | 1 - 0                        |
| 27 - 10 - 2010 | Aix-la-Chapelle          | 1. FSV Mayence 05 | 2 - 1                        |
| 27 - 10 - 2010 | Kickers Offenbach        | Borussia Dortmund | 0 - 0 (a.p.) (t.a.b. 4 - 2)  |
| 27 - 10 - 2010 | SV 07 Elversberg         | 1. FC Nuremberg   | 0 - 3                        |
| 27 - 10 - 2010 | Chemnitzer FC            | VfB Stuttgart     | 1 - 3 (a. p.)                |
| 27 - 10 - 2010 | Borussia Mönchengladbach | Bayer Leverkusen  | 1 - 1 (a. p.) (t.a.b. 5 - 4) |

## Huitièmes de finale
Les résultats des huitièmes de finale.
| Date           | Domicile          | Extérieur                | Score                       |
| -------------- | ----------------- | ------------------------ | --------------------------- |
| 21 - 12 - 2010 | FC Augsbourg      | FC Schalke 04            | 0 - 1                       |
| 21 - 12 - 2010 | 1899 Hoffenheim   | Borussia Mönchengladbach | 2 - 0                       |
| 22 - 12 - 2010 | VfL Wolfsbourg    | Energie Cottbus          | 1 - 3                       |
| 22 - 12 - 2010 | 1. FC Cologne     | MSV Duisbourg            | 1 - 2                       |
| 22 - 12 - 2010 | VfB Stuttgart     | Bayern Munich            | 3 - 6                       |
| 22 - 12 - 2010 | Aix-la-Chapelle   | Eintracht Francfort      | 1 - 1 (a. p.) (t.a.b.5 - 3) |
| 19 - 01 - 2011 | TuS Koblenz       | 1. FC Kaiserslautern     | 1 - 4                       |
| 19 - 01 - 2011 | Kickers Offenbach | 1. FC Nuremberg          | 0 - 2                       |

## Quarts de finale
Les résultats des quarts de finale.
| Date           | Domicile        | Extérieur            | Score         |
| -------------- | --------------- | -------------------- | ------------- |
| 25 - 01 - 2011 | FC Schalke 04   | 1. FC Nuremberg      | 3 - 2 (a. p.) |
| 26 - 01 - 2011 | Energie Cottbus | 1899 Hoffenheim      | 1 - 0         |
| 26 - 01 - 2011 | MSV Duisbourg   | 1. FC Kaiserslautern | 2 - 0         |
| 26 - 01 - 2011 | Aix-la-Chapelle | Bayern Munich        | 0 - 4         |

## Demi-finales
| Club recevant | Score | Club visiteur   |
| ------------- | ----- | --------------- |
| MSV Duisbourg | 2-1   | Energie Cottbus |
| Bayern Munich | 0-1   | FC Schalke 04   |

## Finale[5]
| Finale      | Schalke 04                                                                                       | 5-0   | MSV Duisbourg | Olympiastadion, Berlin                          |                                                 |
| 21 mai 2011 | Julian Draxler 18e · Klaas-Jan Huntelaar 22e 70e · Benedikt Höwedes 42e · José Manuel Jurado 55e | (3-0) |               | Spectateurs : 75 708 Arbitrage : Wolfgang Stark | Spectateurs : 75 708 Arbitrage : Wolfgang Stark |